# Хлебников, Дмитрий Петрович
Хле́бников Дми́трий Петро́вич (1778—28 октября 1853) — русский мануфактур-советник.

## Биография
Получил специальное образование, затем много времени уделял поездкам за границу с целью изучить фабричную, преимущественно полотняную промышленность.
Вернувшись в Россию, Дмитрий Петрович Хлебников открыл фабрику парусных полотен в Калуге. Долгое время вёл торговлю при Санкт-Петербургском порте с Северо-Американскими Соединёнными Штатами, отправляя русское полотно за границу.
Хлебников уделял всё свободное время научным занятиям, преимущественно естественным наукам и политической экономии.
В 1833 году он занялся составлением энциклопедии под названием «Всеобщий словарь знаний», с рисунками, планами и чертежами. Составляя энциклопедию в течение 20 лет, Хлебников собрал материалы и множество оригинальных и переводных статей. Но вследствие смерти Дмитрия Петровича его труд остался неоконченным и ненапечатанным.